# HD 204585
HD 204585，又名BD+21 4555，SAO 89737、HR 8223，是一颗恒星，视星等为5.93，位于銀經73.09，銀緯-20.54，其B1900.0坐标为赤經21h 24m 25.5s，赤緯+21° -20.54′ 32″。